# Aage A. Hansen-Löve
Aage Ansgar Hansen-Löve (* 1947 in Wien) ist ein österreichischer Slawist und Literaturtheoretiker.

## Biographie
Hansen-Löve ist ein Sohn des Publizisten Friedrich Hansen-Löve. Er studierte Slawistik und Byzantinistik in Wien, Prag und Moskau. 1978 wurde er an der Slawistik der Universität Wien mit der Monographie „Der russische Formalismus. Methodologische Rekonstruktion seiner Entwicklung aus dem Prinzip der Verfremdung“ promoviert. 1984 habilitierte er sich dort mit der Monographie „Der russische Symbolismus. Diabolische und Mythopoetische Paradigmatik“. Von 1987 bis zu seiner Pensionierung 2013 hatte er den Lehrstuhl für Slawische Philologie an der Ludwig-Maximilians Universität München inne. Hansen-Löve war 1999–2003 Leiter des DFG-Projekts „Das System der Intermedialität in der russischen Moderne“. 2006–2012 war er Mitglied und stellvertretender Sprecher der DFG-Forschergruppe „Anfänge (in) der Moderne“ im Teilprojekt: „Der russische Neoprimitivismus“. Seit 2015 gibt er Seminare am Institut für Vergleichende Literaturwissenschaft an der Universität Wien. Er ist Mitbegründer, Mitherausgeber und Redakteur der Zeitschrift Wiener Slawistischer Almanach.
2012 wurde er zum ordentlichen Mitglied der Academia Europaea gewählt.

## Forschungsschwerpunkte
- Literaturwissenschaft (allgemeine und russische)
- Typologie der russischen Literatur und Kultur
- Studien zu allen literarhistorischen Perioden (v. a. Romantik, Realismus, Symbolismus, Avantgarde, Postmoderne)
- Textanalyse und Poetik
- Interdisziplinäre kulturwissenschaftliche Studien (Psychopoetik, Mythopoetik, Kunst und Religion etc.)
- Intermedialität (Musikpoetik, Filmpoetik, Wort- und Bildkunst etc.)

## Funktionen und Mitgliedschaften
- Wirkliches Mitglied der Österreichischen Akademie der Wissenschaften (seit 1999)
- Korrespondierendes Mitglied der philosophisch-historischen Klasse der Österreichischen Akademie der Wissenschaften (ab 1995)

## Publikationen (Auswahl)
- Publikationsverzeichnis auf Seite der Slavischen Fakultät der Ludwig-Maximilians-Universität München

### Monographien
- Der russische Formalismus. Methodologische Rekonstruktion seiner Entwicklung aus dem Prinzip der Verfremdung. Wien 1978. ISBN 3-7001-0251-8
- Der russische Symbolismus. Diabolische und Mythopoetische Paradigmatik. Wien 1984. ISBN 978-3-7001-1645-5
- Der russische Symbolismus. System und Entfaltung der poetischen Motive / Mythopoetischer Symbolismus: Kosmische Symbolik. Wien 1998. ISBN 978-3-7001-2750-5
- Gott ist nicht gestürzt!: Schriften zu Kunst, Kirche, Fabrik. München 2004. ISBN 978-3-446-17341-5
- Am Nullpunkt: Positionen der russischen Avantgarde. Frankfurt 2005. ISBN 978-3-518-29364-5
- Über das Vorgestern ins Übermorgen: Neoprimitivismus in Wort- und Bildkunst der russischen Moderne. München 2016. ISBN 978-3-7705-5947-3